# Nolina micrantha
Nolina micrantha är en sparrisväxtart som beskrevs av Ivan Murray Johnston. Nolina micrantha ingår i släktet Nolina och familjen sparrisväxter. Inga underarter finns listade i Catalogue of Life.

## Bildgalleri

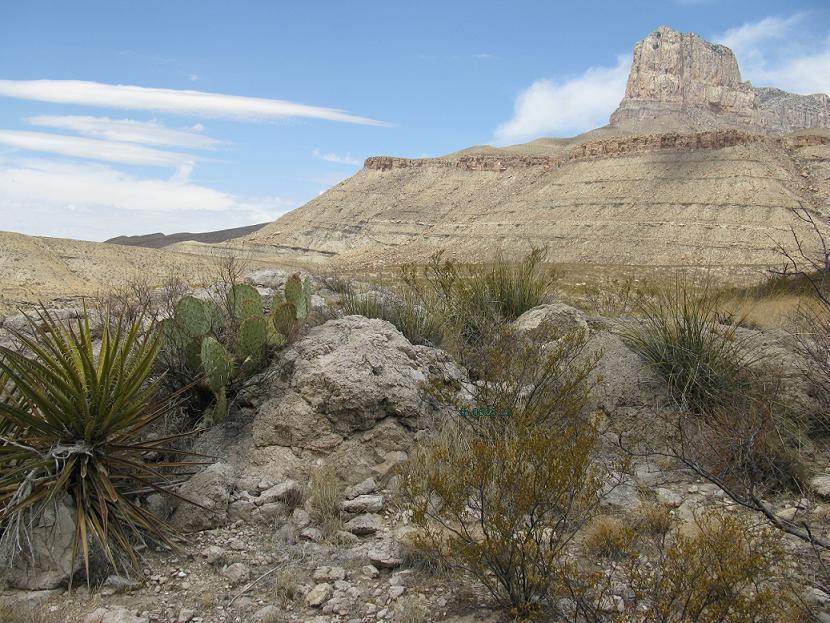
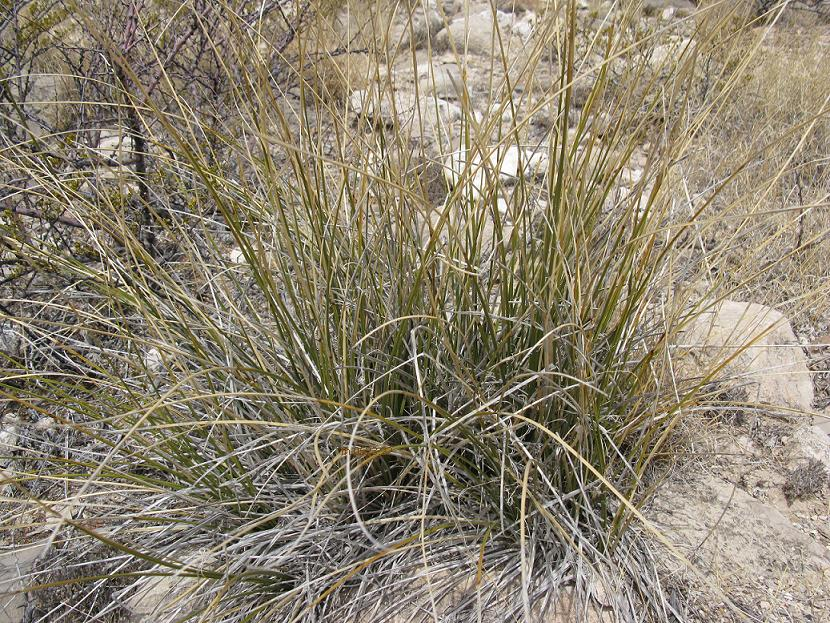
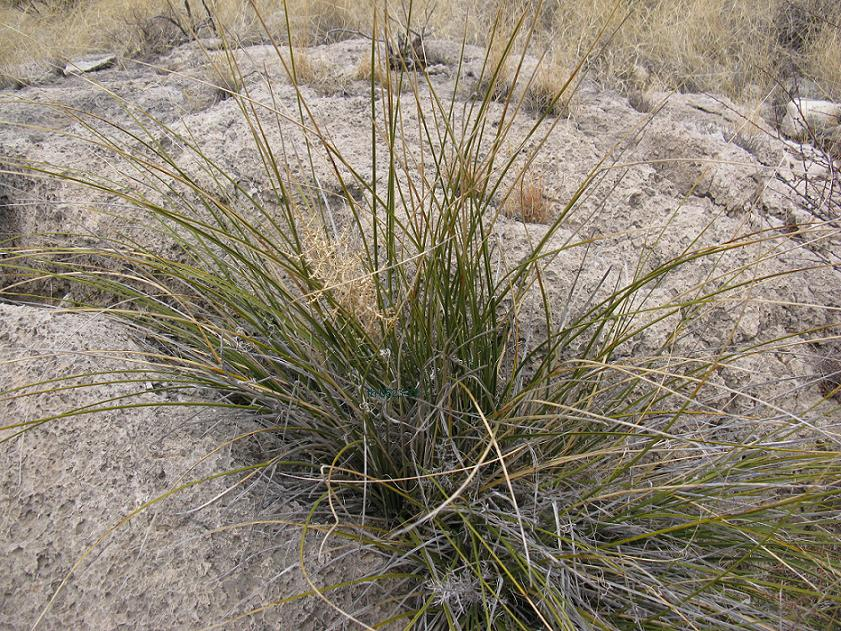
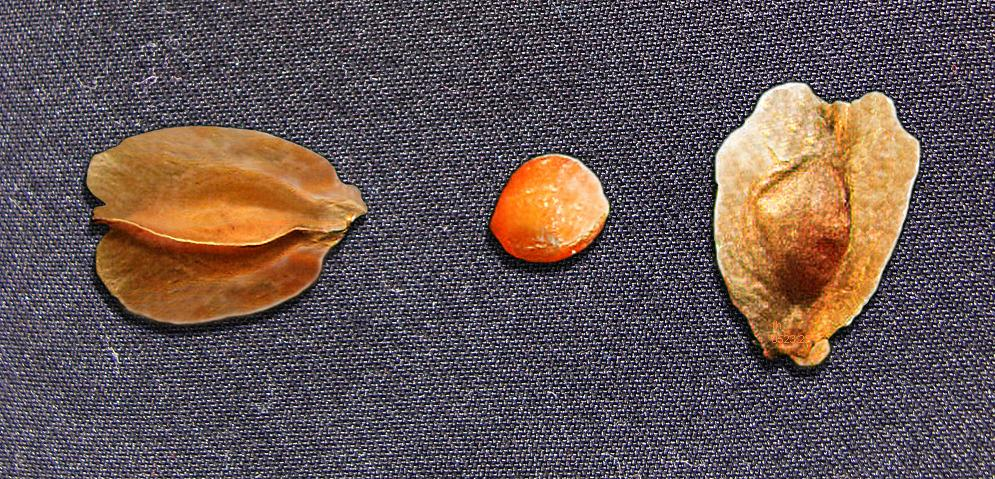
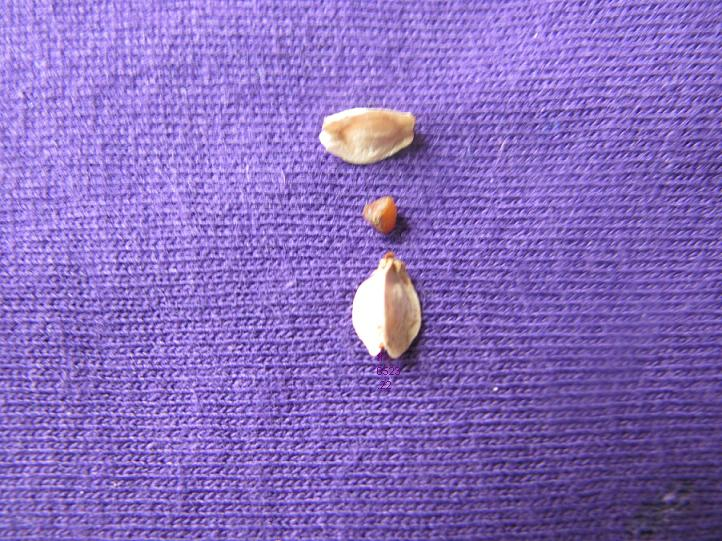